# Stethorhanis vandykei
Stethorhanis vandykei là một loài bọ cánh cứng trong họ Endomychidae. Loài này được Blaisdell miêu tả khoa học năm 1930.